# Eriocaulon diaguissense
Eriocaulon diaguissense är en gräsväxtart som beskrevs av Bourdu. Eriocaulon diaguissense ingår i släktet Eriocaulon och familjen Eriocaulaceae.
Artens utbredningsområde är Guinea. Inga underarter finns listade i Catalogue of Life.